# Roland Brückner
Roland Brückner (Köthen, Alemania, 14 de diciembre de 1955) es un gimnasta artístico alemán, que compitió representado a Alemania del Este, llegando a ser campeón olímpico en 1980 en la prueba de suelo.

## 1976
En los JJ. OO. de Montreal gana la medalla de bronce en el concurso por equipos —tras Japón (oro) y la Unión Soviética—; sus compañeros de equipo eran: Rainer Hanschke, Bernd Jager, Wolfgang Klotz, Lutz Mack, y Michael Nikolay.

## 1980
En los JJ. OO. de Moscú gana la medalla de plata el concurso por equipos —por detrás de la Unión Soviética y delante de Hungría (bronce); sus compañeros de equipo eran: Ralf-Peter Hemmann, Lutz Hoffmann, Lutz Mack, Michael Nikolay y Andreas Bronst—.